# Směrové pole

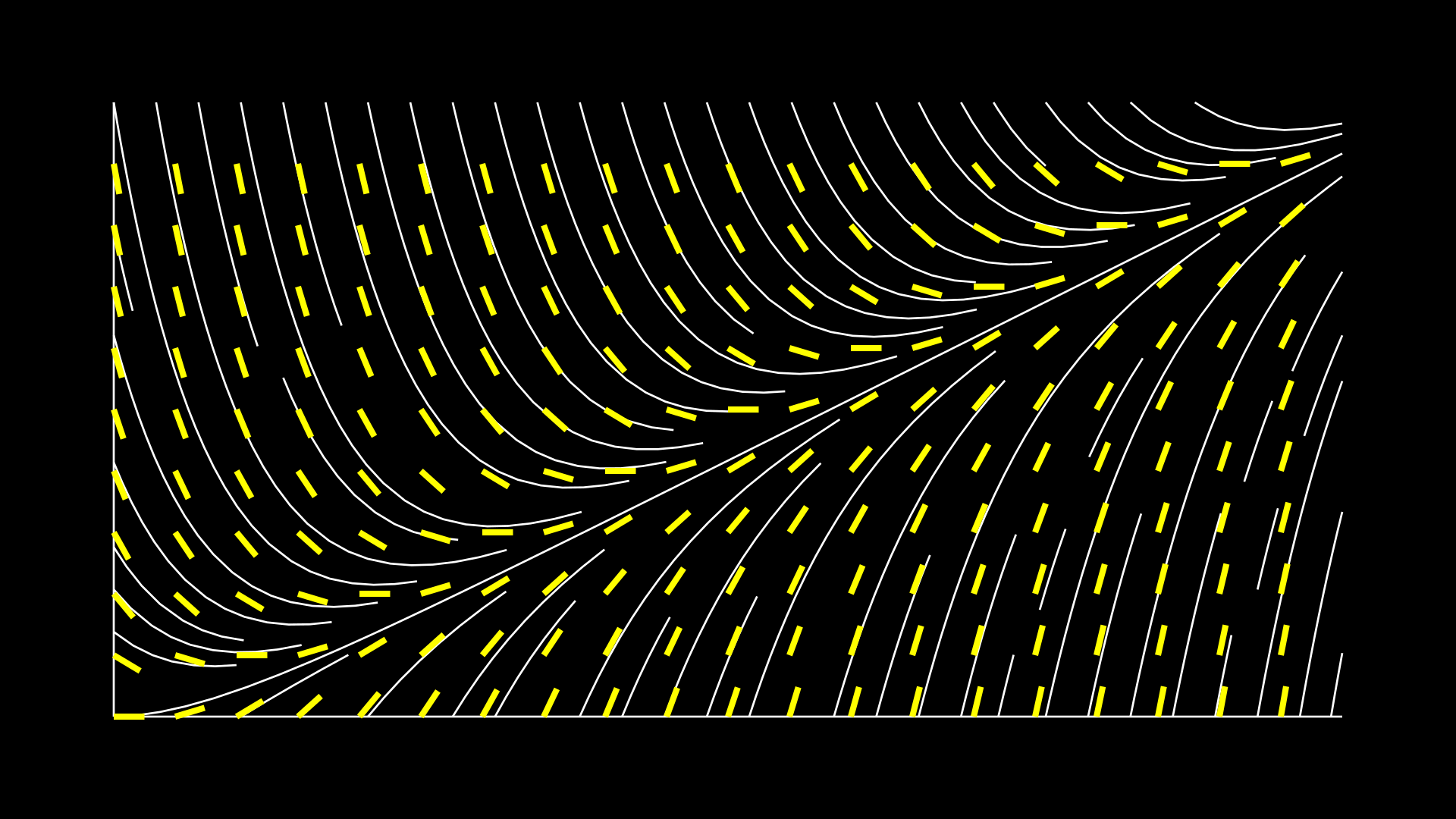
Směrové pole diferenciální rovnice a několik integrálních křivek.

Směrové pole obyčejné diferenciální rovnice je grafické schéma zahrnující lineární elementy, udávající směr růstu integrálních čar. Je možné jej chápat jako speciální případ vektorového pole přiřazeného rovnici.

## Definice směrového pole
Směrové pole diferenciální rovnice {\displaystyle {\frac {\mathrm {d} y}{\mathrm {d} x}}=f(x,y)} je systém lineárních elementů, kdy v bodě {\displaystyle (x,y)} je lineární element o směrnici {\displaystyle f(x,y)} . Graf každého řešení (integrální křivka) má v každém bodě směr daný elementem směrového pole v tomto bodě.

## Poznámky

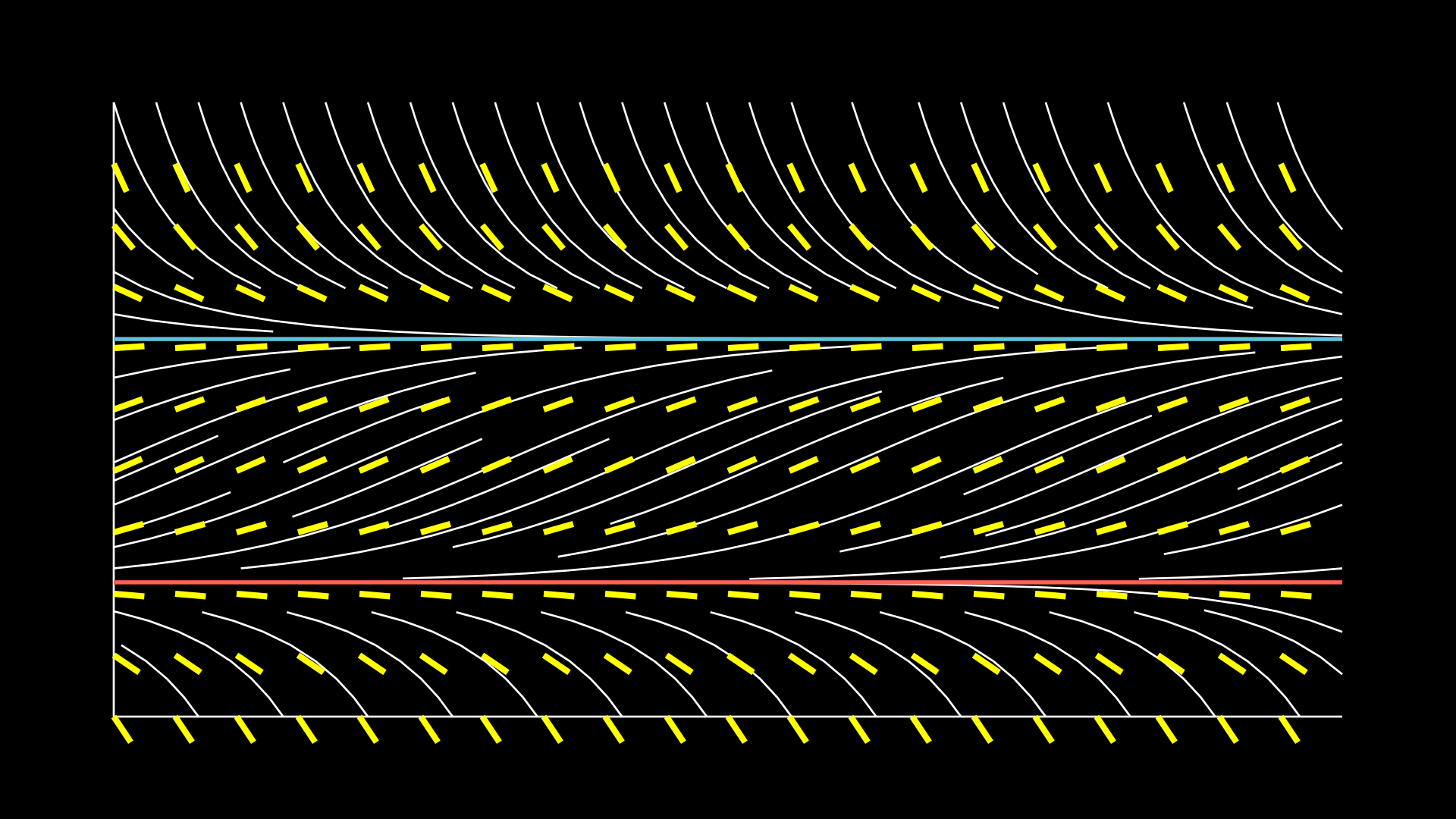
Směrové pole autonomní diferenciální rovnice. Elementy ve stejné výšce mají stejný sklon. Červené linky označují konstantní řešení s současně izokliny s nulovým sklonem lineárních elementů.